# Роберто Моузо
Роберто Моузо (шп. Roberto Mouzo; Авељанеда, 8. јануар 1953) је бивши аргентински фудбалер. Играо је на позицији одбрамбеног играча.

## Успеси
Бока јуниорс
- Прва лига Аргентине (3) : 1976. Метрополитано, 1976. Насионал, 1981. Метрополитано[3]
- Копа либертадорес (2) : 1977,[4] 1978,[5] (финале: 1979)[6]
- Интерконтинентални куп (1) : 1977.[7]

Појединачни
- Играч са највише наступа у историји Боке јуниорс[8]